# Fim
Fim (hebr. pîm) – starożytna miara masy, odpowiadająca dwóm trzecim szekla (około 7,8 grama).
Pierwszy odważnik jednofimowy odnaleziono w roku 1907, na terenie starożytnego miasta Gezer, a rysunek inskrypcji przedstawionej na tym odważniku opublikowany został w roku 1912 w pracy The excavation of Gezer, 1902-1905 and 1907-1909 (rys. 431). Znalezisko z podobną inskrypcją zostało znalezione również w Jerozolimie, zapisane na nim słowo oznacza wg prof. Charlesa Clermont-Ganneau "dwie trzecie".